# Phaner pallescens
Il valuvi pallido (Phaner pallescens Groves & Tattersall, 1991) è un lemure appartenente alla famiglia Cheirogaleidae, endemico del Madagascar.

## Descrizione
Deve il nome della specie alle tinte del mantello più chiare nella zona dorsale, che mettono maggiormente in risalto la banda scura che dalla punta della coda corre fino alla nuca, dove si biforca raggiungendo ambo gli occhi.

## Distribuzione e habitat
Il suo areale abbraccia la parte occidentale del Madagascar, dalla regione di Soalala a nord fino al fiume Fiherenana.
Popola habitat di foresta, ma anche aree con coltivazioni arboree, dal livello del mare sino a 800 m di altitudine.

## Tassonomia
Fino al 1991, era considerato una sottospecie del valuvi comune (Phaner furcifer), dal quale però fu scorporato assieme ad altre due sottospecie, assumendo il rango di specie a sé stante.